# مرلين أسود
المرلين الأسود (الاسم العلمي: Istiompax) هو جنس من الأسماك يتبع الفصيلة الأسماك المرلينية من رتبة الفرخيات.

## أنواع المرلين الأسود
- مرلين أسود هندي